# 善良的女人夫世美
《善良的女人夫世美》（韓語：착한 여자 부세미）是韓國Genie TV預計於2025年下半年播出的原創電視劇，亦在ENA播出。由《模範家族》、《绑架之日》的導演朴有英執導，電影《晝盲神探》的玄圭麗編劇執筆，全余贇、振永、徐現宇主演。

## 演員陣容

### 主要人物
- 全余贇
- 振永
- 徐現宇
- 張允柱
- 朱賢英

## 外部連結
- 官方网站 
- Daum上《善良的女人夫世美》的資料